# Друга Јадранска лига у кошарци
Друга Јадранска лига (позната и као Друга АБА лига, енгл. Second ABA League или АБА 2 лига, енгл. ABA 2 League) је друга по снази регионална кошаркашка лига у којој се такмиче клубови из бивших република СФРЈ: Босне и Херцеговине, Северне Македоније, Словеније, Србије, Хрватске и Црне Горе. Одлука о формирању ове лиге донета је на скупштини АБА лиге у Београду 24. јула 2017. године. Лига броји 16 тимова. Победник лиге обезбеђује пласман у наредну сезону Прве Јадранске лиге. Главна идеја овакве лиге је да доведе до напретка и мањих клубова.

## Систем такмичења
Као и Прва Јадранска лига и Друга Јадранска лига се игра у два дела. Први део такмичења се одвија по двоструком бод-систему (свако са сваким игра по једну утакмицу на домаћем и једну на гостујућем терену). Најбоља четири тима из првог дела такмичења пласирају се на завршни турнир четворице (фајнал фор). Тимови се у полуфиналу завршног турнира на основу пласмана на табели упарују по систему 1—4, 2—3.
Победник АБА 2 лиге обезбеђује место у наредној сезони АБА 1 лиге.

## Тренутни систем такмичења
Друга Јадранска лига у сезони 2021/22. игра се по једноструком турнирском систему, у тзв. „балонима” (јер су играчи у систему хотел—дворана).

## Учесници у сезони 2024/25.
| Клуб                     | Место         |
| ------------------------ | ------------- |
| Борац                    | Бања Лука     |
| Босна Меридијанбет       | Сарајево      |
| Војводина МТС            | Нови Сад      |
| Златибор Моцарт          | Чајетина      |
| Илирија                  | Љубљана       |
| Кансаи Хелиос            | Домжале       |
| МЗТ Скопље Аеродром      | Скопље        |
| Пелистер                 | Битољ         |
| Подгорица                | Подгорица     |
| Работнички               | Скопље        |
| Сутјеска Електропривреда | Никшић        |
| Теодо                    | Тиват         |
| Цедевита Јуниор          | Загреб        |
| Џокер                    | Сомбор        |
| Шибенка                  | Шибеник       |
| Широки ТТ кабели         | Широки Бријег |

## Досадашња финала
| Сезона   | Финале | Финале | Финале | Финале | Финале |
| -------- | --- | --- | --- | --- | --- |
| Сезона   | Датум и место одигравања | Победник | Резултат | Финалиста | Најкориснији играч доигравања |
| 2017/18. | 4. април 2018. ( Чачак) | Крка | 87 : 73 | Приморска | Марко Јошило |
| 2018/19. | 1. април — 4. април 2019. ( Копар, Скопље) | Приморска | 3 : 0 (93 : 71, 95 : 72, 66 : 61) | МЗТ Скопље | Марко Јагодић Куриџа |
| 2019/20. | Због пандемије ковида 19, такмичење је прекинуто 16. марта 2020. године, након скоро комплетно одиграног првог дела такмичења (један меч је остао неодигран). Дана 27. маја 2020. године донета је коначна одлука о отказивању остатка сезоне. Није проглашен првак, али је одлучено да се два првопласирана клуба на табели у сезони 2020/21. такмиче у вишем рангу. | Због пандемије ковида 19, такмичење је прекинуто 16. марта 2020. године, након скоро комплетно одиграног првог дела такмичења (један меч је остао неодигран). Дана 27. маја 2020. године донета је коначна одлука о отказивању остатка сезоне. Није проглашен првак, али је одлучено да се два првопласирана клуба на табели у сезони 2020/21. такмиче у вишем рангу. | Због пандемије ковида 19, такмичење је прекинуто 16. марта 2020. године, након скоро комплетно одиграног првог дела такмичења (један меч је остао неодигран). Дана 27. маја 2020. године донета је коначна одлука о отказивању остатка сезоне. Није проглашен првак, али је одлучено да се два првопласирана клуба на табели у сезони 2020/21. такмиче у вишем рангу. | Због пандемије ковида 19, такмичење је прекинуто 16. марта 2020. године, након скоро комплетно одиграног првог дела такмичења (један меч је остао неодигран). Дана 27. маја 2020. године донета је коначна одлука о отказивању остатка сезоне. Није проглашен првак, али је одлучено да се два првопласирана клуба на табели у сезони 2020/21. такмиче у вишем рангу. | Због пандемије ковида 19, такмичење је прекинуто 16. марта 2020. године, након скоро комплетно одиграног првог дела такмичења (један меч је остао неодигран). Дана 27. маја 2020. године донета је коначна одлука о отказивању остатка сезоне. Није проглашен првак, али је одлучено да се два првопласирана клуба на табели у сезони 2020/21. такмиче у вишем рангу. |
| 2020/21. | 4. мај — 6. мај 2021. ( Подгорица) | Студентски центар | 170 : 161 (99 : 89, 71 : 72) | Спарс Сарајево | Марко Тејић |
| 2021/22. | 17. април 2022. ( Скопље) | Златибор | 78 : 73 | МЗТ Скопље | Душан Кутлешић |
| 2022/23. | 16. април 2023. ( Домжале) | Крка (2) | 83 : 82 | Хелиос санси | Мате Вуцић |
| 2023/24. | 9. мај — 16. мај 2024. ( Нови Сад, Суботица) | Спартак Суботица | 154 : 147 (74 : 73, 80 : 74) | Војводина | Филип Барна |
| 2024/25. | 30. април — 14. мај 2025. ( Сарајево, Љубљана) | Босна | 2 : 1 (79 : 84, 77 : 68, 88 : 74) | Илирија | Џарод Вест |

### Успешност клубова
| Клуб              | Првак          | Вицепрвак      |
| ----------------- | -------------- | -------------- |
| Крка              | 2 (2018, 2023) | —              |
| Копер Приморска   | 1 (2019)       | 1 (2018)       |
| Студентски центар | 1 (2021)       | —              |
| Златибор          | 1 (2022)       | —              |
| Спартак Суботица  | 1 (2024)       | —              |
| Босна             | 1 (2025)       | —              |
| МЗТ Скопље        | —              | 2 (2019, 2022) |
| Спарс Сарајево    | —              | 1 (2021)       |
| Хелиос Домжале    | —              | 1 (2023)       |
| Војводина         | —              | 1 (2024)       |
| Илирија           | —              | 1 (2025)       |

## Учешће и домет клубова по сезонама
| Клуб                 | 17 18 | 18 19 | 19 20 | 20 21 | 21 22 | 22 23 | 23 24 | 24 25 | Укупно учешћа |
| -------------------- | ----- | ----- | ----- | ----- | ----- | ----- | ----- | ----- | ------------- |
| АВ Охрид             | 12    | —     | —     | —     | —     | —     | —     | —     | 1             |
| Борац Бања Лука      | —     | —     | —     | 5     | 3     | 5     | 9     | 11    | 5             |
| Борац Чачак          | 3     | 4     | пр    | —     | —     | —     | —     | —     | 3             |
| Босна                | 11    | —     | —     | —     | —     | —     | —     | 1     | 2             |
| Војводина            | —     | —     | —     | —     | 9     | —     | 2     | 4     | 3             |
| Вриједноснице Осијек | —     | —     | —     | —     | 14    | 14    | —     | —     | 2             |
| Вршац                | 4     | 12    | —     | —     | —     | —     | —     | —     | 2             |
| Горица               | —     | —     | —     | 10    | —     | 13    | —     | —     | 2             |
| Динамик              | 10    | 5     | пр    | —     | —     | —     | —     | —     | 3             |
| Златибор             | —     | —     | —     | 7     | 1     | 6     | 5     | 3     | 5             |
| Зрињски              | 7     | 9     | —     | —     | —     | —     | —     | —     | 2             |
| Илирија              | —     | —     | —     | —     | —     | —     | —     | 2     | 1             |
| Копер Приморска      | 2     | 1     | —     | —     | —     | —     | —     | —     | 2             |
| Крка                 | 1     | —     | —     | —     | —     | 1     | —     | —     | 2             |
| Ловћен 1947          | 6     | 7     | пр    | 12    | 13    | —     | —     | —     | 5             |
| МЗТ Скопље           | —     | 2     | пр    | 6     | 2     | —     | 3     | 9     | 6             |
| Младост Земун        | —     | —     | —     | 3     | 7     | —     | —     | —     | 2             |
| Нови Пазар           | —     | —     | пр    | —     | —     | —     | —     | —     | 1             |
| Пелистер             | —     | —     | —     | —     | 11    | 8     | 10    | 12    | 4             |
| Подгорица            | —     | —     | —     | 4     | 10    | 3     | 4     | 8     | 5             |
| Работнички           | —     | —     | —     | 11    | —     | —     | —     | 15    | 2             |
| Рогашка              | 5     | 11    | пр    | —     | 12    | —     | —     | —     | 4             |
| Слобода Тузла        | —     | —     | пр    | —     | —     | —     | —     | —     | 1             |
| Слобода Ужице        | —     | —     | —     | 8     | —     | —     | —     | —     | 1             |
| Слога                | —     | —     | —     | —     | —     | 9     | —     | —     | 1             |
| Спарс Сарајево       | —     | 3     | пр    | 2     | 6     | 12    | —     | —     | 5             |
| Спартак Суботица     | —     | —     | —     | —     | —     | —     | 1     | —     | 1             |
| Сплит                | 8     | 8     | пр    | —     | —     | —     | —     | —     | 3             |
| Студентски центар    | —     | —     | —     | 1     | —     | —     | —     | —     | 1             |
| Сутјеска             | —     | 6     | пр    | 13    | 8     | 7     | 7     | 10    | 7             |
| Теодо Тиват          | 9     | —     | —     | —     | —     | —     | —     | 13    | 2             |
| ТФТ                  | —     | —     | —     | —     | —     | 11    | 14    | —     | 2             |
| Хелиос Домжале       | —     | 10    | пр    | 14    | 5     | 2     | 8     | 5     | 7             |
| Цедевита Јуниор      | —     | —     | —     | —     | —     | —     | 12    | 6     | 2             |
| Џокер                | —     | —     | —     | —     | —     | —     | —     | 16    | 1             |
| Шенчур               | —     | —     | —     | —     | —     | 10    | 11    | —     | 2             |
| Шибенка              | —     | —     | —     | —     | —     | —     | 13    | 14    | 2             |
| Широки               | —     | —     | пр    | 9     | 4     | 4     | 6     | 7     | 6             |

## Укупна табела лиге 2017—2025.
Стање након сезоне 2024/25. Клубови који су се такмичили у сезони 2024/25. су подебљани.
| Поз. | Клуб                 | Сез. | Одиг. | Поб. | Пор. | % поб. | Бод. | Најбољи пласман |
| ---- | -------------------- | ---- | ----- | ---- | ---- | ------ | ---- | --------------- |
| 1.   | МЗТ Скопље           | 6    | 103   | 63   | 40   | .612   | 166  | 2.              |
| 2.   | Хелиос Домжале       | 7    | 113   | 53   | 60   | .469   | 166  | 2.              |
| 3.   | Сутјеска             | 7    | 106   | 52   | 54   | .491   | 158  | 6.              |
| 4.   | Широки               | 6    | 92    | 52   | 40   | .565   | 144  | 4.              |
| 5.   | Спарс Сарајево       | 5    | 92    | 48   | 44   | .522   | 140  | 2.              |
| 6.   | Ловћен 1947          | 5    | 92    | 41   | 51   | .446   | 133  | 6.              |
| 7.   | Златибор             | 5    | 74    | 46   | 30   | .605   | 120  | 1.              |
| 8.   | Борац Чачак          | 3    | 69    | 49   | 20   | .710   | 118  | 3.              |
| 9.   | Подгорица            | 5    | 74    | 40   | 34   | .541   | 114  | 3.              |
| 10.  | Рогашка              | 4    | 78    | 33   | 45   | .423   | 111  | 5.              |
| 11.  | Борац Бања Лука      | 5    | 63    | 38   | 25   | .603   | 101  | 3.              |
| 12.  | Сплит                | 3    | 66    | 33   | 33   | .500   | 99   | 8.              |
| 13.  | Динамик              | 3    | 66    | 28   | 38   | .424   | 94   | 5.              |
| 14.  | Копер Приморска      | 2    | 51    | 41   | 10   | .804   | 92   | 1.              |
| 15.  | Војводина            | 3    | 46    | 28   | 18   | .609   | 74   | 2.              |
| 16.  | Крка                 | 2    | 40    | 30   | 10   | .750   | 70   | 1.              |
| 17.  | Пелистер             | 4    | 46    | 19   | 27   | .413   | 65   | 8.              |
| 18.  | Зрињски              | 2    | 44    | 20   | 24   | .455   | 64   | 7.              |
| 19.  | Вршац                | 2    | 45    | 16   | 29   | .356   | 61   | 4.              |
| 20.  | Босна                | 2    | 39    | 18   | 21   | .462   | 56   | 1.              |
| 21.  | Младост Земун        | 2    | 31    | 17   | 14   | .548   | 48   | 3.              |
| 22.  | Теодо Тиват          | 2    | 28    | 10   | 18   | .357   | 38   | 9.              |
| 23.  | Спартак Суботица     | 1    | 19    | 17   | 2    | .895   | 36   | 1.              |
| 24.  | Студентски центар    | 1    | 19    | 17   | 2    | .895   | 36   | 1.              |
| 25.  | Цедевита Јуниор      | 2    | 25    | 10   | 15   | .400   | 35   | 12.             |
| 26.  | Шенчур               | 2    | 26    | 8    | 18   | .308   | 34   | 10.             |
| 27.  | Горица               | 2    | 26    | 7    | 19   | .269   | 33   | 10.             |
| 28.  | Слобода Тузла        | 1    | 22    | 9    | 13   | .409   | 31   | —               |
| 29.  | ТФТ                  | 2    | 26    | 5    | 21   | .192   | 31   | 11.             |
| 30.  | Нови Пазар           | 1    | 22    | 8    | 14   | .364   | 30   | —               |
| 31.  | Илирија              | 1    | 17    | 11   | 6    | .647   | 28   | 2.              |
| 32.  | Вриједноснице Осијек | 2    | 26    | 2    | 24   | .077   | 28   | 14.             |
| 33.  | Работнички           | 2    | 19    | 5    | 14   | .263   | 24   | 11.             |
| 34.  | АВ Охрид             | 1    | 22    | 1    | 21   | .045   | 23   | 12.             |
| 35.  | Шибенка              | 2    | 19    | 3    | 16   | .158   | 22   | 13.             |
| 36.  | Слобода Ужице        | 1    | 15    | 6    | 9    | .400   | 21   | 7.              |
| 37.  | Слога                | 1    | 13    | 6    | 7    | .462   | 19   | 9.              |
| 38.  | Џокер                | 1    | 1     | 0    | 6    | .000   | 0    | 0               |